# حاجي أباد خوي (زهرا السفلى)
حاجي أباد خوي (بالفارسية: حاجی‌آباد خوئی) هي قرية تقع في إيران في Zahray-ye Pain Rural District.